# Plagiolepis flavescens
Plagiolepis flavescens é uma espécie de formiga do gênero Plagiolepis, pertencente à subfamília Formicinae.